# 神野西町
神野西町（じんのにしまち）は、愛知県豊橋市の地名。

## 地理
豊橋市西部に位置する。東は神野ふ頭町、西・南・北は三河湾に接する。

### 交通
- 神野大橋

### 施設
- 三河港コンテナターミナル
- 日本ジュース・ターミナル
- 愛知海運 豊橋営業所
- 鳥居運送
- POSCO Japan PC 本社･豊橋工場
- メルセデス・ベンツ豊橋新車整備センター

## 歴史

### 地名の由来
神野新田町の西側に位置することによる。

### 沿革
- 1986年（昭和61年） - 公有地水面埋立地により、豊橋市神野西町が成立[2]。
- 1989年（平成元年）11月1日 - 神野西町一丁目に公有水面埋立地を編入[3]。

### WEB
1. ↑  “愛知県豊橋市の町丁・字一覧”.   人口統計ラボ. 2023年4月13日閲覧。
2. ↑  “読み仮名データの促音・拗音を小書きで表記するもの(zip形式) 愛知県” (zip).   日本郵便 (2024年2月29日). 2024年3月26日閲覧。
3. ↑  “市外局番の一覧” (PDF).   総務省 (2022年3月1日). 2022年3月22日閲覧。
4. ↑  “ナンバープレートについて”.   一般社団法人愛知県自動車会議所. 2024年1月21日閲覧。

### 書籍
1. 1 2  「角川日本地名大辞典」編纂委員会 1989, p. 1788.
2. 1 2  「角川日本地名大辞典」編纂委員会 1989, p. 712.
3. ↑  愛知県告示平成元年第1012号「豊橋市の町の区域の変更」(地方課） - 愛知県公報平成元年10月30日付第126号1035頁。